# 大弗罗昂
大弗罗昂（法語：Frohen-le-Grand，法語發音：[fʁɔɑ̃ lə ɡʁɑ̃]）是法国索姆省的一个旧市镇，属于亚眠区。2007年，大弗罗昂与市镇小弗罗昂合并为市镇欧蒂河畔弗罗昂。

## 地理
大弗罗昂（50°12'11"N, 2°12'22"E）面积5.37 平方千米，位于法国上法蘭西大區索姆省，该省份为法国北部沿海省份，北起加来海峡省和北部省，西接滨海塞纳省和大西洋英吉利海峡，南至瓦兹省，东临埃纳省。
大弗罗昂的时区为UTC+01:00、UTC+02:00（夏令时）。

## 行政
大弗罗昂的邮政编码为80370，INSEE市镇编码为80369。

## 人口
大弗罗昂于2006年时的人口数量为182人。